# Хайнц Фуфелшмертц
До́ктор Хайнц Фуфелшме́ртц (англ. Dr. Heinz Doofenshmirtz) — один из главных персонажей мультсериалов «Финес и Ферб» и «Закон Мёрфи», худой и сутулый злобный учёный. Носит чёрную водолазку и брюки, поверх надевает белый лабораторный халат. В мультсериале «Финес и Ферб» — противник Перри-утконоса, планирующий захватить власть над Триштатьем, владелец специализирующейся на пакостях фирмы «Фуфелшмертц Пакость Инкорпорейтед» (англ. Doofenshmirtz Evil Inc.), использующий для реализации своих планов изобретения со злобными названиями, заканчивающимися на «-инатор». В мультсериале «Закон Мёрфи» — один из положительных героев, изобретатель машины времени, получивший прозвище «Профессор Время», включённый в число важных героев сериала, начиная со второго сезона.

## Создание персонажа
Во время работы Джефф «Свомпи» Марша и Дэна Повенмайра над мультсериалом канала Nickelodeon «Новая жизнь Рокко», они ставили себе за правило обращать особое внимание на две вещи: музыкальный номер и сцену преследования. При создании мультсериала «Финес и Ферб» они хотели включить это в новый сериал. Для сцены преследования они решили взять утконоса в качестве секретного агента, чтобы у него была довольно интересная внешность, и искали постоянного врага. В итоге в качестве врага был выбран безумный учёный. Первоначально он был назван «Dr. Mittleshmirtz», но вскоре его решили переименовать в «Doofenshmirtz» (Фуфелшмертца) (предположительно потому, что Mittleshmirtz вызывало ненужные ассоциации с болезненным состоянием).
В процессе работы над сериалом новой было решено сделать его разведённым отцом дочери-подростка, которую он берёт домой на выходные, но старается показать себя хорошим отцом. Обсуждению этой черты героя, которую авторы оправдали стремлением показать детям из разведённых семей, что с ними может быть всё в порядке, была посвящена специальная встреча с руководством Диснея.
Как и многие персонажи, Фуфелшмертц был изображён в стиле Тэкса Эйвери (аниматора мультфильмов Looney Tunes), с использованием геометрических фигур; в случае с Хайнцем был использован овал, впрочем, это больше относится к исходной версии головы персонажа, в сериале голова Фуфелшмертца оказалась более заострённой, по аналогии с треугольной головой Финеса. Сходство с геометрическими фигурами использовалось авторами сериала для того, чтобы зрители могли узнать персонажей даже на расстоянии.

### Озвучка
Авторами мультсериала было решено поделить между собой голоса противников, Фуфелшмертца и руководителя противостоящей ему шпионской организации, при этом Фуфелшмертца взял на себя Дэн Повенмайр. Голосом, который стал голосом Фуфелшмертца, Повенмайр говорил в детских подушечных боях с младшей сестрой. Монологи Повенмайра при озвучивании Фуфелшмертца часто включали импровизации, под которые переделывался сценарий. Голос Фуфелшмертца, характеризуемый Повенмайром как «восточноевропейский», часто используется им без подготовки во время интервью.

## За пределами сериала
Хайнц Фуфелшмертц появляется во многих книгах и видеоиграх. Кроме этого, было создано отдельное интернет-видеошоу с его участием, под названием «Doofenshmirtz’s Daily Dirt», а так же страница в Твиттере.
После окончания сериала «Финес и Ферб» авторы решили использовать разработанный ими мир для своего следующего проекта, сериала «Закон Майло Мёрфи». Хайнц Фуфелшмертц появляется в нём со второго сезона под именем «Профессор Время».

## Критика
Макси Зевс из Toon Zone, сделав в целом негативный обзор на сериал, отмечает, что Фуфелшмертц в исполнении Повенмайра придаёт сериалу энергию, без которой он стал бы бледным, и что персонаж заставляет смеяться над тем, о чём бы Вы даже не подумали. В 2009 году Джош Джексон, главный редактор журнала Paste Magazine, написал в своём блоге, что Финес и Ферб были «лучшим детским шоу на телевидении», и высоко оценил Фуфелшмертца, назвав его изобретения «чудно обозванными устройствами чистого зла» (англ. awesomely designated devices of pure evil), а его сложные отношения с его заклятым врагом Перри Утконосом как «совершенно безупречные» (англ. pitch-perfect). Критик Мэтт Блюм писал, что стремление Фуфелшмертца быть хорошим отцом является очень важной характеристикой персонажа, из-за чего отсутствие дочери Фуфелшмертца среди героев фильма «Покорение другого измерения» показалось ему странным.
Про роль Фуфелшмертца в «Законе Мёрфи», отмечается, что, став новым соседом Майло, он приносит в жизнь главных героев ещё больше хаоса и неприятностей.